# Morsbronn-les-Bains
Morsbronn-les-Bains (Duits: Morsbronn) is een gemeente in het Franse departement Bas-Rhin (regio Grand Est) en telt 568 inwoners (2005).

## Geschiedenis
Bij het begin van de Frans-Duitse Oorlog werd er hevig gevochten rond Morsbronn. Hieraan herinneren een monument voor de gesneuvelden van het 32e Thuringse infanterieregiment en een monument voor de Franse gesneuvelden tijdens de Slag bij Reichshoffen op 6 augustus 1870.
Morsbronn-les-Bains maakte deel uit van het arrondissement Wissembourg tot dit op 1 januari 2015 fuseerde met het arrondissement Haguenau tot het huidige arrondissement Haguenau-Wissembourg. Op 22 maart van datzelfde jaar ging ook het kanton Wœrth, waar de gemeente onder viel, op in het op die dag gevormde kanton Reichshoffen.

## Geografie
De oppervlakte van Morsbronn-les-Bains bedraagt 6,9 km², de bevolkingsdichtheid is 82,3 inwoners per km².
De onderstaande kaart toont de ligging van Morsbronn-les-Bains met de belangrijkste infrastructuur en aangrenzende gemeenten.

## Demografie
Onderstaande figuur toont het verloop van het inwonertal (bron: INSEE-tellingen).